# Dolnja Bitnja
Dolnja Bitnja je naselje v Občini Ilirska Bistrica.